# Cristapseudes siamensis
Cristapseudes siamensis is een naaldkreeftjessoort uit de familie van de Kalliapseudidae. De wetenschappelijke naam van de soort is voor het eerst geldig gepubliceerd in 2005 door Gutu & Angsupanich.